# Histoires de Bas-de-Cuir
Cet article concerne un cycle romanesque. Pour l’adaptation en bande dessinée, voir La Saga de Bas de cuir.
Le cycle des Histoires de Bas-de-Cuir (Leatherstocking Tales), de l’écrivain américain James Fenimore Cooper, comprend cinq romans historiques, publiés de 1823 à 1841. À travers la vie du chasseur blanc Natty Bumppo, ils évoquent l’histoire des États-Unis de 1740 à 1804.
L’ordre chronologique du récit ne correspond pas à l’ordre de parution des volumes. Les époques de récit figurant ci-dessous sont celles données dans les livres par l’auteur. Il y a parfois désaccord avec les dates historiques.

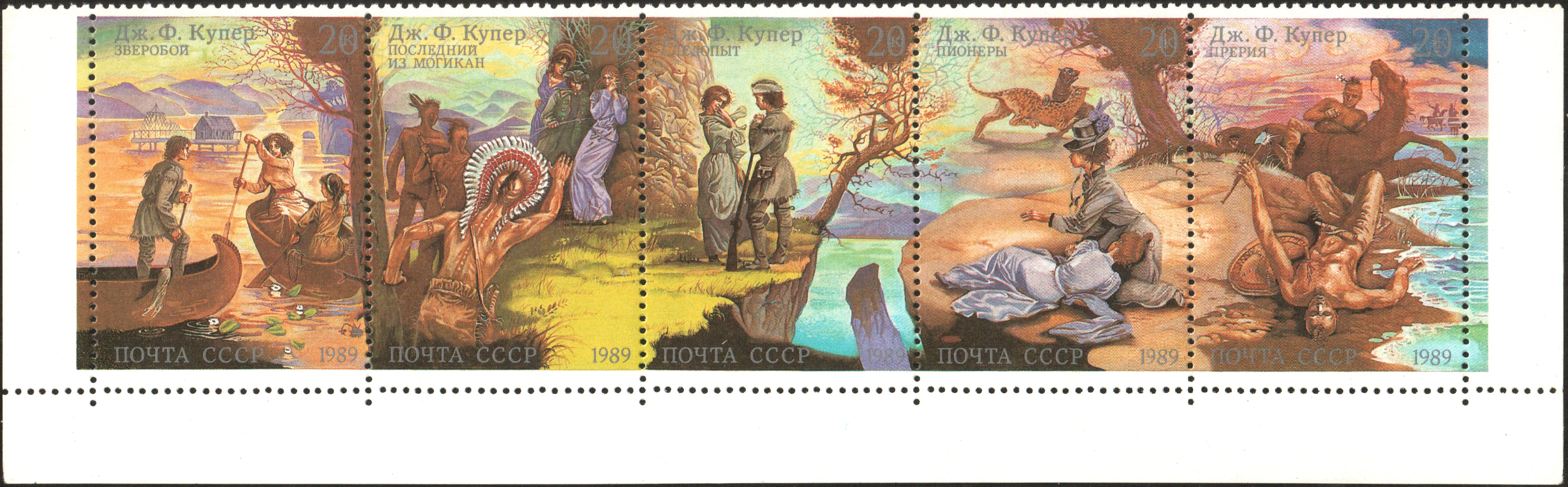
Timbres soviétiques (1989) évoquant les cinq romans de la série : Le Tueur de daims, Le Dernier des Mohicans, Le Lac Ontario, Les Pionniers et La Prairie.

| Date de publication | Titre                   | Titre original           | Époque du récit |
| ------------------- | ----------------------- | ------------------------ | --------------- |
| 1841                | Le Tueur de daims       | The Deerslayer           | 1740-1755       |
| 1826                | Le Dernier des Mohicans | The Last of the Mohicans | 1757            |
| 1840                | Le Lac Ontario          | The Pathfinder           | 1757-1759       |
| 1823                | Les Pionniers           | The Pioneers             | 1793            |
| 1827                | La Prairie              | The Prairie              | 1804            |

## Personnages récurrents
- Natty (Nathaniel) Bumppo, dit Œil-de-Faucon, dit Bas-de-Cuir, dit La Longue Carabine (en français dans le texte) est un Blanc élevé chez les Indiens. Le cycle se déroule de sa naissance, en 1740, à sa mort, en 1804.
- Chingachgook, ou Grand Serpent, ami de Natty Bumppo, est un chef et sagamore mohican. Il est marié à Wah-to-Wah, qui lui donne un fils, Uncas, avant de mourir jeune. Uncas, « le dernier des Mohicans », meurt à la fin du roman du même nom.

## Adaptations
- En 1969, le cycle est adapté par Jean Dréville, Pierre Gaspard-Huit et Sergiu Nicolaescu en une mini série télévisée, sous le titre La Légende de Bas-de-Cuir.
- De 1995 à 2001, le cycle est adapté en bande dessinée par Georges Ramaïoli, sous le titre La Saga de Bas de cuir. Il s’agit d’une série en six albums (Le Dernier des Mohicans tenant en deux albums).